# Russische Handball Super League der Männer
Die Super League ist die höchste Spielklasse im russischen Handball der Männer. Sie wird jährlich seit 1993 ausgetragen. Rekordmeister mit 25 Titeln ist Medwedi Tschechow.

## Meister
| Club                   | Meisterschaften | Jahr(e)               |
| ---------------------- | --------------- | --------------------- |
| Medwedi Tschechow*     | 25              | 1994, 1995, 2000–2022 |
| GK Kaustik Wolgograd   | 4               | 1996–1999             |
| GK Newa St. Petersburg | 2               | 1993, 2025            |
| GK ZSKA Moskau         | 2               | 2023, 2024            |

*4 Titel des Vorgängervereins ZSKA Moskau Handball (1994, 1995, 2000, 2001) mit eingerechnet.

## Mannschaften Saison 2022/23
- Medwedi Tschechow
- SKIF Krasnodar
- GK Newa St. Petersburg
- Dinamo Viktor Stawropol
- Sungul Sneschinsk
- GK Permskije Medwedi
- GK ZSKA Moskau
- Sarja Kaspija Astrachan
- SGAU-Saratov
- SKIF Omsk
- GK Akbuzat UGNTU-VNZM
- GK Taganrog-SFEDU